# Schizostoma (schimmel)
Schizostoma is een geslacht van schimmels behorend tot de familie Agaricaceae. Het geslacht is beschreven door de Franse mycoloog Elias Magnus Fries en in 1872 geldig gepubliceerd. De typesoort is Schizostoma laceratum. 

## Soorten
Volgens Index Fungorum telt het geslacht zeven soorten (peildatum januari 2023):
| Soortnaam                   | Auteur(s)                  | Publicatiejaar |
| --------------------------- | -------------------------- | -------------- |
| Schizostoma argentinense    | (Speg.) Long               | 1948           |
| Schizostoma bailingmiaoense | B. Liu, Z.Y. Li & Du       | 1978           |
| Schizostoma dengkouense     | B. Liu, Z.Y. Li & Du       | 1978           |
| Schizostoma jaczevskii      | Marzina & Marcich          | 1965           |
| Schizostoma laceratum       | (Ehrenb. ex Fr.) Lév.      | 1846           |
| Schizostoma mundkurii       | (S. Ahmad) Long & Stouffer | 1943           |
| Schizostoma ulanbuhense     | B. Liu, Z.Y. Li & Du       | 1978           |